# HPV OncoTect
HPV OncoTect es un método de diagnóstico para la detección precoz del cáncer de cuello de útero identificando la actividad oncogénica del virus del papiloma humano (VPH) en las células exocervicales infectadas.
Este método ha sido desarrollado por el área de anatomía patológica vírica de la Clínica Universitaria de Stanford (Palo Alto, California, EE. UU.), y está siendo utilizado en países como Estados Unidos, Canadá o Sudáfrica, además de España.

## VPH y cáncer de cérvix
La infección por VPH es la enfermedad de transmisión sexual más frecuente y la causa determinante del cáncer de cuello de útero.

Esta infección tiene una prevalencia muy elevada en varones y mujeres jóvenes sexualmente activos, se estima que en España aproximadamente un 70% de las mujeres estará infectada en algún momento de su vida.
Existen muchos tipos de VPH que pueden clasificarse, según su capacidad de producir una lesión cancerosa, en VPH de bajo riesgo oncogénico y VPH de alto riesgo oncogénico. Como ya se ha dicho, el virus se transmite con facilidad por contacto sexual, infectando el epitelio cervical del cuello del útero. La mayoría de estas infecciones por VPH, incluso las causadas por VPH de alto riesgo, remitirán espontáneamente antes de dos años. Sin embargo, entre un 10 y un 20% de las infecciones por tipos virales de alto riesgo persisten y son las que dan lugar al desarrollo de cáncer.

En las infecciones persistentes el ADN del virus se integra en el ADN de las células del epitelio cervical produciendo la sobreexpresión de dos oncoproteínas E6 y E7.
Ambas proteínas contribuyen a la inhibición de la apoptosis (muerte celular programada) inmortalizando así a la célula, por lo que se consideran oncogenes virales. Las células infectadas adquieren por tanto ciertas ventajas selectivas de crecimiento. Dichas ventajas convierten a estas células en “idóneas” para iniciar una lesión cancerosa.

## Detección precoz del cáncer de cérvix
La introducción de diversos programas de detección precoz (técnicas de cribado) está produciendo una drástica reducción de la incidencia y prevalencia de este tipo de cáncer en aquellos países en los que se realiza. Por tanto, la detección mediante técnicas de cribado se ha convertido en la principal herramienta preventiva de la mortalidad asociada al cáncer.
La técnica empleada durante más de 50 años para el cribado poblacional del cáncer de cérvix es la citología convencional o test de Papanicolau. Sin embargo, su sensibilidad no siempre es muy elevada (30-87%), por lo que es recomendable que se complemente con un test de ADN-VPH. En los últimos años se han desarrollado distintas técnicas de detección de ADN del VPH (test basados en la reacción en cadena de la polimerasa, Captura de Híbridos II y otros), que ofrecen una sensibilidad superior a la citología y son muy útiles para aclarar anormalidades citológicas de difícil diagnóstico clínico. Una de las limitaciones de los test de ADN-VPH es que son pruebas muy sensibles pero poco específicas, pues detectan una infección por un virus frecuentemente transitoria, existiendo un número elevado de mujeres infectadas por el VPH que nunca desarrollarán un cáncer porque la infección remitirá espontáneamente.
Con el objetivo de diferenciar la infección transitoria de la persistente se han desarrollado nuevos marcadores moleculares que identifican las células en proceso de transformación cancerosa.
Entre estas nuevas técnicas se encuentra HPV OncoTect que en combinación con la citología se presenta como una buena técnica de cribado del cáncer de cuello de útero atendiendo a la definición propuesta por el Documento de Consenso SEGO 2006.
Es un método que además de tener una elevada sensibilidad, tiene un elevado valor predictivo positivo y selecciona aquellas mujeres cuyas lesiones tienen alta probabilidad de degenerar en una lesión severa y en cáncer.
HPV OncoTect no sólo detecta la presencia de la infección sino que cuantifica la expresión de las proteínas oncogénicas (E6 y E7), responsables de que una infección de VPH degenere en cáncer.

## ¿Cómo funciona?
Este método se basa en la sobreexpresión de las proteínas E6 y E7 por los tipos oncogénicos del VPH tras la integración del ADN viral en el ADN de la célula, proporcionando así información directa sobre la actividad oncogénica y transformación maligna de las células.

El resultado obtenido con HPV OncoTect es el porcentaje de células exocervicales que sobreexpresan las oncoproteínas E6 y E7 analizadas por citometría de flujo. El resultado proporciona información cuantitativa de alto valor diagnóstico. Estos datos permiten al ginecólogo tratar precozmente la patología, evitando la degeneración de la infección en cáncer.

### Interpretación de resultados
Se considera que HPV OncoTect es positivo cuando el porcentaje es mayor o igual del 2% y negativo si es menor del 2%.
- Si el test resulta negativo significa que no se ha detectado sobreexpresión de los oncogenes E6 y E7 de cualquiera de los VPH de alto riesgo oncogénico, lo cual elimina prácticamente el riesgo de sufrir cáncer de cuello de útero en los años sucesivos.
- Si el test resulta positivo significa que el ADN del VPH se ha integrado en el genoma celular y se están sobreexpresando los oncogenes E6 y E7, responsables de alterar la actividad normal de la célula y dar lugar a lesiones epiteliales de mayor importancia.[14] En este caso, si la citología es normal, debemos realizar un seguimiento y repetir ambos tests en un plazo de 6 a 12 meses. Si la citología es anormal, habrá que realizar una colposcopia/biopsia para confirmar el diagnóstico.

Esta prueba permite:
- Identificar las infecciones persistentes de VPH que realmente pueden conllevar un cáncer diferenciándolas de las infecciones que desaparecen espontáneamente.
- Detectar la actividad oncogénica del virus cuantificando el porcentaje de células epiteliales que están infectadas por un VPH de alto riesgo oncogénico.
- Se puede emplear a lo largo de toda la vida de la mujer, ya que no tiene límite inferior de edad.

La sensibilidad (probabilidad de que un sujeto con cáncer sea correctamente clasificado) de HPV OncoTect es superior a la de la citología. De tal forma que la asociación de ambas pruebas daría lugar a una sensibilidad cercana al 100%. HPV OncoTect se perfila como prueba de cribado complementaria de la citología puesto que esta última detecta lesiones celulares mientras OncoTect detecta la causa real del cáncer de cuello uterino, incluso antes de que exista una lesión visible al microscopio.
En cuanto a su especificidad y valor predictivo positivo, son también superiores a los de otras técnicas de detección de VPH. Esto es muy importante, a fin de evitar pruebas y tratamientos innecesarios que suponen una alto coste económico a la sanidad y emocional para el paciente.

## Publicaciones relacionadas
Varela Lema L, Queiro Verdes T. Detección de los oncogenes E6/E7 para el
diagnóstico precoz de cáncer de cuello de útero [Internet]. Santiago de Compostela:
Consellería de Sanidade, Axencia de Avaliación de Tecnoloxías Sanitarias de
Galicia, avalia-t; 2010 [consultado 14 abr 2010]. Serie Avaliación de Tecnoloxías. Consultas técnicas;
CT2010/01. Disponible en: http://www.sergas.es/MostrarContidos_N3_T02.aspx?IdPaxina=60538&uri=http://www.sergas.es/docs/Avalia-t/CT2010_01_deteccion%20oncogenes.pdf&hifr=1250&seccion=0 (enlace roto disponible en Internet Archive; véase el historial, la primera versión y la última).
- Datos: Q5890753